# Шаред (гора)
Гора Шаред (222,2 м над рівнем моря) — гора на півдні Калмикії, найвища точка Єргенійської височини. Гора Шаред відноситься до хребта Чолун-Хамур, що лежить у південній частині Єргенійської височини. За 3,5 км на захід від вершини розташоване селище Манич, за 6,2 км на південний схід — селище Манджикіни, за 1,7 км на північ — балка Шаред, з якої бере початок річка Шаред. На вершині є курганна група.
Для гори характерна рослинність природних пасовищ. На вершині гори росте різнотравно-ковилово-типчакова асоціація з полину. Ґрунтовий покрив місцевості представлений світлокаштановими ґрунтами у комплексі з солонцями.
З гори відкривається панорамний вид на Чограйське водосховище і відроги Ставропольської височини, що лежить на протилежному боці водосховища.